# Référendum australien de 1951
Un référendum a lieu en Australie le 22 septembre 1951. Dans le cadre de la Guerre froide et d'un climat d'anticommunisme, le gouvernement conservateur du Premier ministre Robert Menzies sollicite l'approbation des citoyens pour interdire le Parti communiste d'Australie, et prendre une série de mesures répressives à l'encontre de toute personne soupçonnée de communisme. Recueillant 49,44 % de suffrages favorables, et approuvée dans seulement trois États sur six, la mesure est rejetée de peu par les citoyens,.

## Contexte

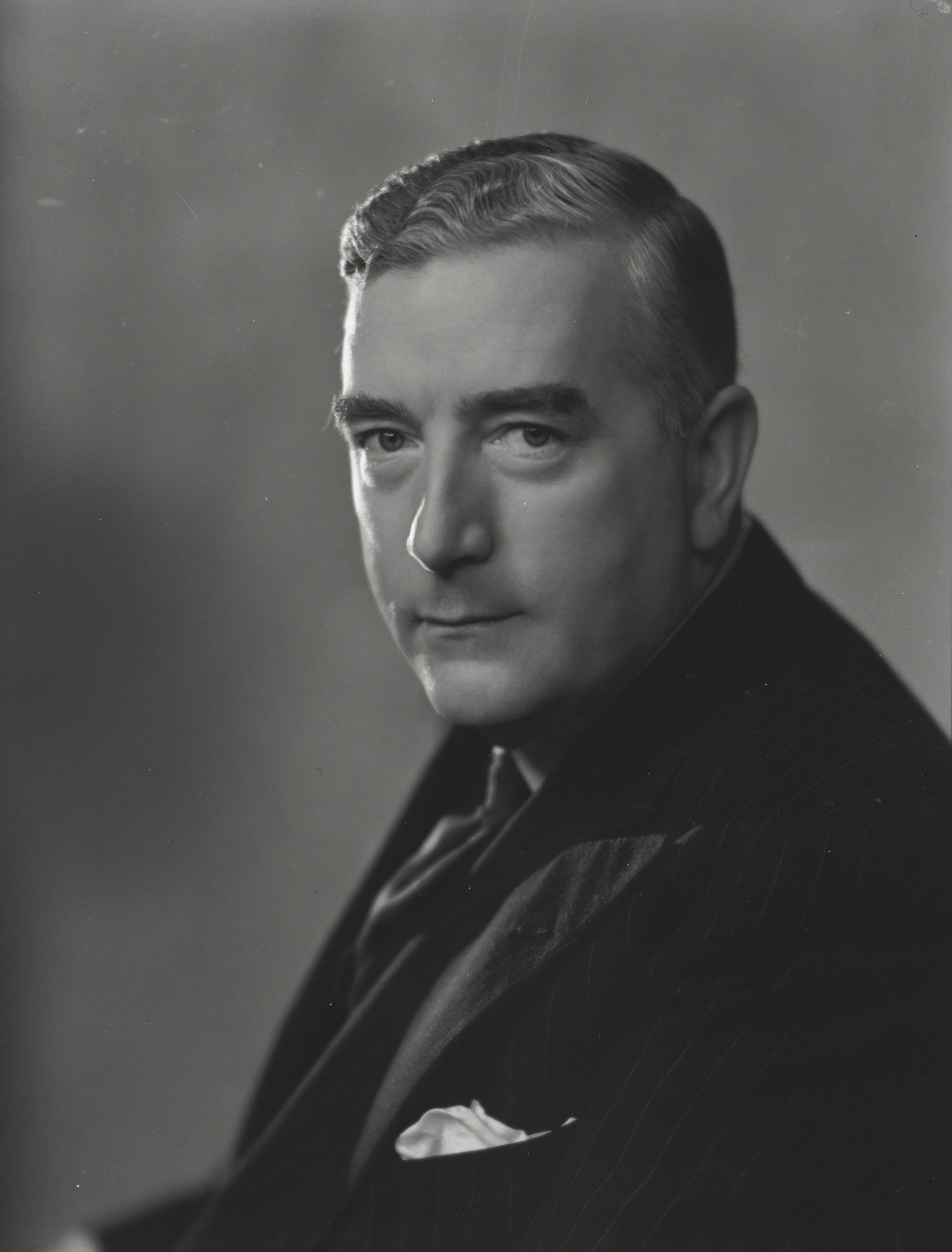
Robert Menzies, Premier ministre de 1949 à 1966.

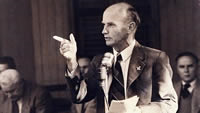
Fred Paterson, député communiste au Parlement du Queensland (1944-1949).

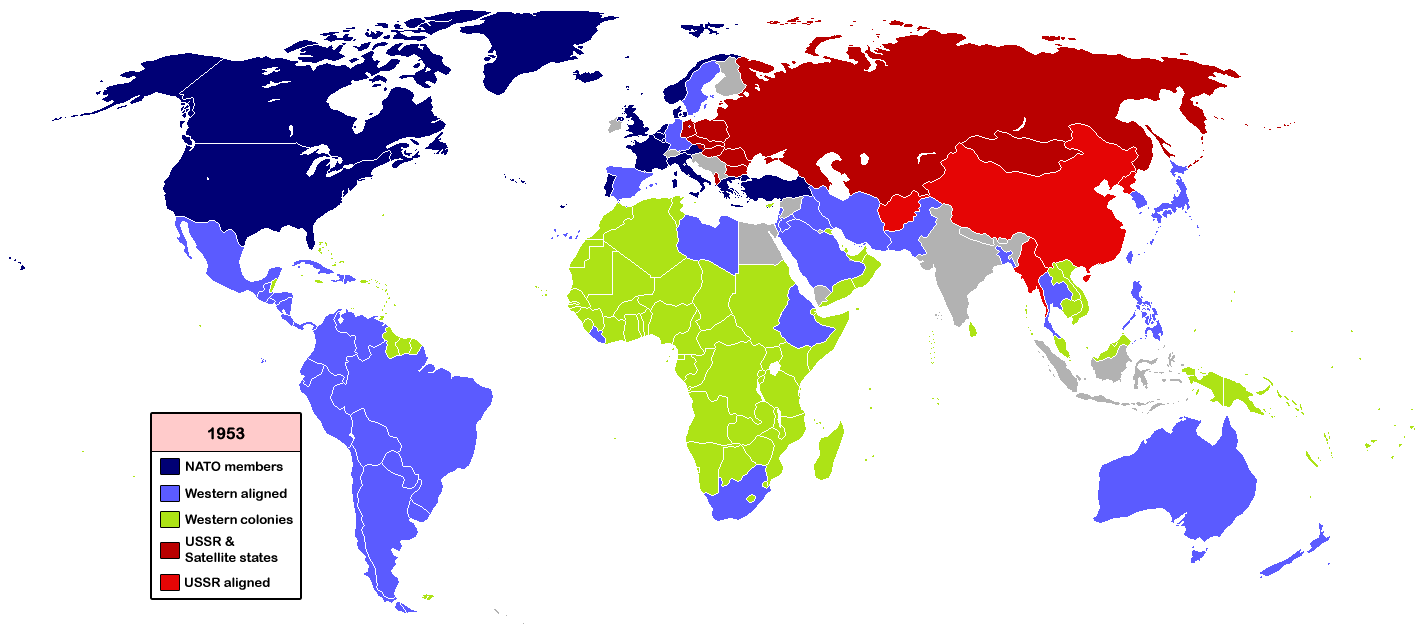
Le monde de la Guerre froide au début des années 1950.

Le Parti communiste atteint un pic de popularité en Australie durant la Seconde Guerre mondiale, où l'Union soviétique est une alliée cruciale de l'Australie et des autres États membres de l'Empire britannique. À la fin de la Guerre le parti compte quelque 20 000 membres, et un député, Fred Paterson, élu au Parlement du Queensland en 1944. Les communistes dans l'après-Guerre sont influents dans les syndicats, « ainsi que dans les milieux culturels et littéraires », alors que s'amorce la Guerre froide. Les conservateurs, coalition du Parti libéral et du Parti rural dirigée par le chef de l'opposition Robert Menzies, craignent une contagion communiste dans la vie économique, sociale et politique du pays. Ces craintes sont accentuées par les politiques de nationalisation adoptées par le gouvernement travailliste de Ben Chifley ; par d'importantes grèves des chemins de fer en 1948 puis des mineurs en 1949, soutenues par le Parti communiste ; et, à l'étranger, par la victoire en 1949 des communistes dans la Guerre civile chinoise. Aux États-Unis, dans le même temps, la « Peur rouge » instaure un climat de suspicion et de répression contre les syndicats et les intellectuels de gauche.
Lors de la campagne des élections fédérales de 1949, Menzies promet l'interdiction du Parti communiste. Élu, il fait adopter par sa majorité parlementaire la loi Communist Party Dissolution Act, promulguée le 20 octobre 1950. La loi dispose que le Parti communiste soit dissous, et que ses avoirs soient saisis par l'État sans compensation. Elle autorise le gouvernement à décréter que n'importe quelle association, notamment une organisation syndicale, est « affiliée au communisme », et à l'interdire. Le gouvernement se dote également du pouvoir de déclarer qu'une personne est communiste, lui interdisant tout emploi dans le service public ou dans une industrie liée à la défense nationale, et toute fonction syndicale. De par cette loi, une personne accusée de communisme est considérée comme telle à moins de pouvoir prouver définitivement qu'elle ne l'est pas. Le gouvernement pour sa part n'est pas légalement tenu de prouver ses accusations,.
Le Parti communiste et plusieurs syndicats saisissent les tribunaux, contestant la légalité de ces mesures. Le 9 mars 1951 la Haute Cour d'Australie statut que la loi est anticonstitutionnelle : l'Australie n'étant pas en état de guerre, le gouvernement ne peut s'arroger le pouvoir d'interdire des organisations. La Cour juge par ailleurs les dispositions de la loi excessives par rapport à la menace  visée. Le gouvernement Menzies répond en en appellent au peuple par la voie référendaire.

## Modalités
Le référendum vise à amender la Constitution pour conférer au gouvernement le pouvoir souhaité. De par l'article 128 de la Constitution, un amendement constitutionnel ne peut être adopté par référendum que s'il obtient une « double majorité » : Il doit être approuvé par une majorité absolue des suffrages exprimés (50 % +1) au niveau national, et par une majorité absolue des suffrages exprimés dans une majorité absolue des États (donc dans au moins quatre États sur six).
La question posée est :
« Approuvez-vous le projet de loi d'amendement de la Constitution appelé 'Altération de la Constitution (Pouvoirs relatifs aux Communistes et au Communisme) 1951' ? »
Do you approve of the proposed law for the alteration of the Constitution entitled 'Constitution Alteration (Powers to deal with Communists and Communism) 1951'?

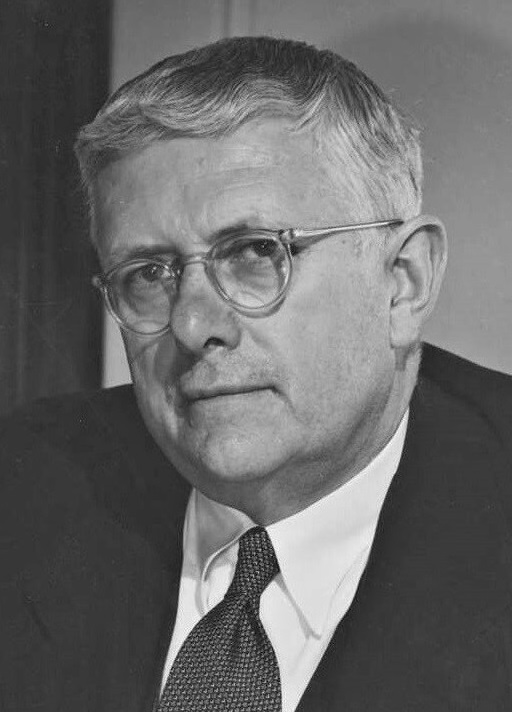
Herbert Evatt, chef de file du « non » au référendum.

## Campagne
Le Parti travailliste, dirigé désormais par l'avocat et ancien ministre de la Justice Herbert Evatt, fait campagne activement pour le « non ». Il accuse Menzies de vouloir mettre en place un État policier en Australie. Au sein même du Parti libéral, des voix s'élèvent pour le « non ». Menzies peine à « expliquer comment priver de droits civiques des citoyens respectueux de la loi, simplement à cause de leurs opinions politiques, protègerait les libertés fondamentales de chacun ».

## Résultats
Le taux de participation est de 95,58 %, le vote étant obligatoire y compris pour les référendums,.
Les résultats sont les suivants. Rejetée par 50,56 % des citoyens et par trois des six États, la proposition est abandonnée.
| État | Inscrits  | Votants   | Pour      | Pour    | Contre    | Contre  | Nuls   | Résultats |
| État | Inscrits  | Votants   |           | %       |           | %       | Nuls   | Résultats |
| Nouvelle-Galles du Sud                                                                                           | 1 944 219 | 1 861 147 | 865 838   | 47,17 % | 969 868   | 52,83 % | 25 441 | Non       |
| Victoria | 1 393 556 | 1 326 024 | 636 819   | 48,71 % | 670 513   | 51,29 % | 18 692 | Non       |
| Queensland | 709 328   | 675 916   | 373 156   | 55,76 % | 296 019   | 44,24 % | 6 741  | Oui       |
| Australie-Méridionale                                                                                            | 442 983   | 427 253   | 198 971   | 47,29 % | 221 763   | 52,71 % | 6 519  | Non       |
| Australie-Occidentale                                                                                            | 319 383   | 305 653   | 164 989   | 55,09 % | 134 497   | 44,91 % | 6 167  | Oui       |
| Tasmanie | 164 868   | 158 596   | 78 154    | 50,26 % | 77 349    | 49,74 % | 3 093  | Oui       |
| Total | 4 974 337 | 4 754 589 | 2 317 927 | 49,44 % | 2 370 009 | 50,56 % | 66 653 | Non       |
| A obtenu la majorité dans trois États sur six, avec un écart total de 52 082 voix en défaveur de la proposition. |           |           |           |         |           |         |        |           |
| Rejeté |           |           |           |         |           |         |        |           |